# Johannes Schinnerer
Johannes Schinnerer (* 11. Dezember 1883 in Ahornberg; † 1944) war ein deutscher Kunsthistoriker.

Johannes Schinnerer

## Leben
Johannes Schinnerer wurde als Sohn des Pastors von Ahornberg geboren, wo er im Kreis seiner Geschwister, unter ihnen der spätere Radierer Adolf Schinnerer, aufwuchs. Nach dem frühen Tod des Vaters im Jahre 1886, zog die Mutter mit ihren Kindern nach Erlangen, wo er die Schule und das Gymnasium besuchte, ehe er sich im Herbst 1902 für ein Studium der Chemie an der dortigen Universität eingeschrieben hatte. Er wandte sich jedoch der Kunstgeschichte zu und besuchte auch philosophische Vorlesungen in Berlin und studierte an der Universität München. Hier wurde er 1907 bei Berthold Riehl promoviert. 1907/08 bearbeitete er die Glasgemäldesammlung des Bayerischen Nationalmuseums. Vom 1. Juni 1909 bis zum 1. Mai 1913 war er Direktor des Deutschen Buchgewerbmuseums in Leipzig. Seine Untersuchungen der von dem Verleger Heinrich Klemm angelegten Buchsammlung veröffentlichte er in mehreren Aufsätzen. Zudem betätigte er sich als Kunstkritiker, bspw. im Leipziger Tageblatt.

## Veröffentlichungen (Auswahl)
- Die kirchliche Glasmalerei zur Zeit der Spätgotik und Frührenaissance in Nürnberg. München 1908 (Dissertation).
- Katalog der Glasgemälde des Bayerischen Nationalmuseums. Verlag des Bayerischen National-Museums, München 1908 (archive.org).
- Die Geschichte des Bucheinbandes. E. A. Enders, Leipzig 1909.
- Monumentale Glasmalerei zur Zeit der Frührenaissance in Nürnberg. In: Die Christliche Kunst. Monatsschrift für alle Gebiete der christlichen Kunst und Kunstwissenschaft. Band 6, München Mai 1910, S. 238–251 und 324–338 (Textarchiv – Internet Archive).
- Die gotische Plastik in Regensburg (= Studien zur Deutschen Kunstgeschichte. 207). Heitz Strassburg 1918.
- Die Grundzüge der gotischen Baukunst (= Voigtländers Quellenbücher. 23). R. Voigtländers Verlag, Leipzig 1918.